# Петрова (Бардјејов)
Петрова (слч. Petrová) насељено је мјесто са административним статусом сеоске општине (слч. obec) у округу Бардјејов, у Прешовском крају, Словачка Република.

## Становништво
| Година:    | 1994. | 2004.    | 2014.    | 2024.    |
| ---------- | ----- | -------- | -------- | -------- |
| Број људи: | 487   | 671      | 827      | 1001     |
| Разлика:   |       | +37,78 % | +23,24 % | +21,03 % |

| Година:    | 2023. | 2024.   |
| ---------- | ----- | ------- |
| Број људи: | 981   | 1001    |
| Разлика:   |       | +2,03 % |

Према подацима о броју становника из 2024. године насеље је имало 1001 становника.